# Egymandátumos választókerület
Az egymandátumos választókerület (rövidítve: EVK) olyan választókörzet, amelyet egyetlen tisztségviselő képvisel. Ellentéte a többmandátumos választókerület, amelyben egyszerre több képviselőt választanak, míg egymandátumos kerületről akkor beszélünk, ha egy többgyőzteses választást több egygyőzteses választásra osztanak fel. Az egymandátumos kerületekben szinte mindig egyéni jelöltekre történő szavazással döntik, hogy ki lesz a választókerület képviselője így ezeket egyéni választókerületnek vagy helyi választókerületnek is szokták hívni. Azonban nem minden egymandátumos körzet egyéni választókerület (lehet listás is, például Ausztriában) és nem minden egyéni választókerület egymandátumos. Angol neve single-member district (SMD) vagy single-member constituency. 
Számos választási rendszerekben használnak egymandátumos kerületeket, például a relatív többségi szavazás, a kétfordulós szavazás, az azonnali többfordulós szavazás (IRV), az elfogadó szavazás is egymandátumos választókerületekkel működik.
Nem többségi egygyőzteses választási rendszereket is lehet tartani egymandátumos körzetekben, például a pontozásos szavazás, Borda-féle szavazás, és Condorcet módszerek ( mint például a Minimax Condorcet, a Schulze módszer és a rangsorolt párok módszere)
Egyes országokban, például Ausztráliában és Indiában, a parlament alsóházának tagjait egymandátumú körzetekből választják; a felsőház tagjait pedig a többtagú körzetekből választják. Néhány más országban, például Szingapúrban, a parlamenti képviselők egymandátumos és többmandátumos körzetekből is választhatók.

## Céljai és jellemzői

### Területi képviselet
Az egymandátumos választókerületek hívei azzal érveltek, hogy a képviselő és a választópolgárok közötti erősebb kapcsolatra ösztönöz, valamint növeli az elszámoltathatóságot, valamint ellenőrzi az alkalmatlanságot és a korrupciót. A többmandátumos választókerülettel rendelkező országokban az érvelés szerint a választókerületi kapcsolat csökken (területi választókerületeknél) vagy elveszik (ha az egész ország egy választókerületként funkcionál). Például Izraelben az egész ország egyetlen választókerület, és a képviselőket pártlisták választják ki.
Azonban manapság a legtöbb szavazó hajlamos arra, hogy egy jelöltre elsősorban az alapján szavazzon, hogy melyik politikai párt támogatja, vagy mert jobban érdekli az, hogy ki legyen vagy maradjon a kormány vezetője, mint a tényleges jelölt személye. Néha a választók egy politikai párt mellett állnak, de nem szeretnek konkrét jelölteket. Például Kanadában a választók 1989-ben újraválasztották az albertai kormányt, de a kormányzó párt miniszterelnöke és vezetője, Don Getty elvesztette mandátumát, mivel elégedetlenek voltak a kormány vezetésével. 

### Kevesebb kisebbségi párt
Az egymandátumú körzetek használata hajlamos a kétpártrendszert kialakítani (amiben a két dománs párton kívül általában legfeljebb néhány regionális pártnak van komoly esélye mandátumot szerezni). Ezt a Duverger-törvénynek nevezett elvet empirikusan alátámasztotta a kockaszabály is, amely megmutatja, hogy a győztes fél egy elsőbbségi rendszerben hogyan van matematikailag felülreprezentált a törvényhozásban. Például a 2014-es amerikai képviselőházi választásokon a Republikánus Párt a népszavazatok 51,2%-át, de a helyek 56,7%-át szerezte meg.
A támogatók ezt a hatást előnyösnek tartják, azt állítva, hogy a kétpártrendszerek stabilabbak, és a kisebbségi ellenzéknek nincs túlzott ereje a koalíció megbontására. A relatív többségi szavazás például minimálisra csökkenti a harmadik felek befolyását, és így vitathatatlanul távol tartja az ellentétek formáit a domináns rivális párton kívül. A kétpártrendszer kritikusai úgy vélik, hogy a kétpártrendszerek kevesebb választási lehetőséget kínálnak a választók számára, túlzott hangsúlyt fektetnek a billegő választókerületeket érintő kérdésekre, és nem szüntetik meg teljesen a függő parlament lehetőségét, amely szintén indokolatlan hatalmat adhat a kis pártoknak és függetleneknek, és több, nem pedig kevesebb stabilitáshoz vezetnek.

### Biztos mandátumok
Biztonságos ülés az, ahol a választók relatív vagy abszolút többsége – a választási rendszertől függően – olyan erősen támogat egy jelöltet vagy pártot, hogy a jelölt megválasztása gyakorlatilag már a szavazás előtt biztosra vehető. Ez azt jelenti, hogy a többi jelöltre adott szavazat gyakorlatilag nem befolyásolja az eredményt. Ez azt eredményezheti, hogy nő a választói csalódás és tehetetlenség érzését, így kisebb részvételhez vezethet. A várható győztes támogatói is magabiztosan tartózkodhatnak a szavazástól (mivel az általuk előnyben részesített jelölt győzelme szinte biztos), valaminti a többi jelölt támogatói is (akik tudják, hogy a támogatott jelöltjüknek nincs valódi esélye a győzelemre).

### Gerrymandering
Az egymandátumos körzetek lehetővé teszik a gerrymandering-et, azaz körzethatárok egy politikai párt javára manipulálásának gyakorlatát. Míg az arányos, többmandátumos kerületeket használó rendszerek biztosítják, hogy a politikai pártok nagyjából az általuk megszerzett szavazatok arányában legyenek képviselve, az egymandátumos körzetekben az egész kerületet egyetlen politikus képviseli, még akkor is, ha jelentős kisebbség (vagy, ha a győztes csupán relatív többséggel nyert, a választók többsége) más pártok jelöltjeire szavazott. Ez lehetővé teszi a politikai pártok számára, hogy a választásokat a maguk javára csalják el a körzetek oly módon történő megrajzolásával, hogy több körzetet nyerjen meg pártjuk, mint amennyit a szavazatok aránya diktálna (a 2018-as Wisconsin törvényhozói választásokon például a Republikánus Párt a szavazatok 45%-át kapta, de a mandátumok 64%-át nyerte el, részben a gerrymandering miatt).

## Használata

### Magyarországon
Magyarországon következő választási rendszerek használnak egymandátumos választókerületeket:
- Országgyűlési választási rendszer (vegyes rendszer: 106 egymandátumos egyéni választókerület 93 listás mandátum mellett)
- Önkormányzati vegyes választási rendszer (egymandátumos egyéni választókerületek és kompenzációs listás mandátumok)

A polgármesterek választása is egymandátumos választással történik, ebben az esetben nem szokás választókerületről beszélni, csupán egygyőzteses (egyéni) választásokról van szó.

## Lásd még
- Duverger törvénye
- Többségi képviselet
- Választási rendszerek

## Fordítás
Ez a szócikk részben vagy egészben  a   Single-member district című angol Wikipédia-szócikk fordításán alapul.  Az eredeti cikk szerkesztőit annak laptörténete sorolja fel. Ez a jelzés csupán a megfogalmazás eredetét és a szerzői jogokat jelzi, nem szolgál a cikkben szereplő információk forrásmegjelöléseként.